# National Institute for Health and Care Excellence
Le National Institute for Health and Care Excellence (NICE), initialement National Institute for Clinical Excellence, est un organe opérationnel de l'organisme public non ministériel dépendant du ministère de la Santé du Royaume-Uni, qui publie des lignes directrices dans quatre domaines :
- l'utilisation des technologies de la santé au sein du NHS (tels que l'utilisation de médicaments et de procédures, qu'ils soient nouveaux ou existants)
- la pratique clinique (directives sur le traitement et les soins des personnes atteintes de maladies ou de problèmes de santé spécifiques)
- de conseils des acteurs du secteur public travaillant sur la promotion de la santé et la question de vouloir être en trop bonne santé,
- conseils aux services sociaux et à leur public.